# Lophostoma schulzi
Lophostoma schulzi е вид бозайник от семейство Американски листоноси прилепи (Phyllostomidae).

## Разпространение
Видът е разпространен в Бразилия, Френска Гвиана, Гвиана и Суринам.